# Symphonie no 4 de Mendelssohn
Italienne
Pour les articles homonymes, voir Symphonie no 4.
La symphonie no 4 en la majeur « Italienne », op. 90 (MWV N 16), de Felix Mendelssohn, est une symphonie composée en 1833.

## Histoire
Dans sa tournée à travers le continent européen, Mendelssohn, après l'Allemagne, la France et l’Angleterre, fait escale en Italie au printemps 1830. Il a alors en chantier la Symphonie no 3, Écossaise, inachevée, ainsi que plusieurs autres compositions. Cependant, il tient à entamer un nouvel ouvrage, une symphonie qui, comme celle dédiée aux highlands écossais, s’inspirera des paysages et des émotions romantiques du compositeur à travers l’Italie. Sa symphonie, achevée en 1833, est une grande réussite et fut longtemps considérée comme la meilleure du musicien, avant que l’Écossaise ne soit glorifiée elle aussi.
L'œuvre, terminée à Berlin le 13 mars 1833, a été créée à Londres le 13 mai de la même année par la Royal Philharmonic Society. Toutefois, Mendelssohn apportera de larges modifications aux deuxième, troisième et dernier mouvements en 1834 ; ces modifications figurent dans un large manuscrit mélangeant plusieurs œuvres s'étalant de 1833 à 1837. De nos jours, la première version de l'œuvre est la plus jouée.
Les symphonies Écossaise et Italienne sont les deux symphonies les plus célèbres de Mendelssohn.

## L'œuvre

### Structure
La symphonie italienne est brillante, légère et pleine de bonne humeur. L’orchestre est ici plus net et clair que dans l’Écossaise, sans pour autant faire preuve de rigidité. Elle dure entre vingt-cinq et trente-cinq minutes et comprend 4 mouvements :
1. Allegro vivace, en la majeur, à 
.
2. Andante con moto, en ré mineur, à .
3. Con moto moderato, en la majeur, à 
.
4. Saltarello : Presto, en la mineur, à .

### Analyse
L’Allegro vivace est extrêmement joyeux, évoquant sans doute le charme de la campagne romaine et la chaleur de ses habitants. On y note l’originalité de la présence d’un troisième thème absent de l’exposition (comme Beethoven le fit quelques années plus tôt dans le premier mouvement de sa troisième symphonie « héroïque » et réservé au développement de la traditionnelle forme sonate bithématique qui compose le mouvement).
Le deuxième mouvement, en ré mineur, aurait été inspiré par les mélodies que Mendelssohn aurait entendu chanter par les pèlerins à Rome; d'ailleurs, le thème principal du mouvement ressemble également au chœur des pèlerins du deuxième mouvement de la symphonie Harold en Italie d'Hector Berlioz.
Quant au troisième mouvement, il s'agit d'une sorte de menuet, lyrique et doux. Le « trio », avec cors et bassons, évoque la chasse.
Le finale, Saltarello impétueux et diabolique, est d’ailleurs une explosion de bonne humeur. Fait rarissime dans l'histoire de la symphonie : L'Italienne, bien qu'en mode majeur, se termine en mineur. Cependant, ce finale, bien qu'en mineur, est d'une dynamique vivace, presque joyeuse.
Cette symphonie inspira visiblement la symphonie en la mineur de Vincent d'Indy, œuvre de jeunesse qui ressemble par plusieurs traits à la symphonie de Mendelssohn : même tonalité, même surnom (Italienne), finale en saltarello.

## Instrumentation
| Instrumentation de la 4e symphonie                                   |
| Cordes                                                               |
| premiers violons, seconds violons, altos, violoncelles, contrebasses |
| Bois                                                                 |
| 2 Flûtes, 2 Hautbois, 2 Clarinettes en la, 2 Bassons                 |
| Cuivres                                                              |
| 2 Cors, 2 Trompettes                                                 |
| Percussions                                                          |
| timbales                                                             |